# Bánovce nad Ondavou
Bánovce nad Ondavou és un poble i municipi d'Eslovàquia. Es troba a la regió de Košice, a l'est del país.

## Història
La primera referència escrita de la vila data del 1326.

## Demografia
| Godina             | 1994 | 2004 | 2014   | 2024   |
| ------------------ | ---- | ---- | ------ | ------ |
| Nombre de persones | 754  | 754  | 726    | 701    |
| Diferència         |      | +0%  | −3,71% | −3,44% |

| Godina             | 2023 | 2024   |
| ------------------ | ---- | ------ |
| Nombre de persones | 705  | 701    |
| Diferència         |      | −0,56% |